# Hanns Schell
Hanns Schell (* 3. Juni 1938 in Graz, Hanns Schell III.) ist ein österreichischer Bergsteiger, Kunstsammler und Industrieller.

## Leben
1965 trat Hanns Schell in die Firma Odörfer ein. Sein Vater Hanns Schell II. war zu dieser Zeit einer von drei Gesellschaftern. 1969 verstarb Hanns Schells Vater und er übernahm mit nur 31 Jahren den Anteil seines Vaters. Er baute das Unternehmen weiter aus und übernahm 1994 den Bereich Eisenwaren (Odörfer Eisenhof) als Alleineigentümer, nachdem es bereits 1965 zu einer Trennung der Firma Odörfer in die Bereiche Eisenwaren und Sanitär gekommen war. Heute leitet sein Sohn Christof Schell die Firma.
Hanns Schell ist seit 1962 mit Lieselotte Schell verheiratet. Sie haben miteinander sechs Kinder und sind 14-fache Großeltern.

## Leistung als Bergsteiger
Schell ist ein begeisterter Bergsteiger, der nach eigenem Bekunden „sicher 5000 Berge“ bestiegen hat. Schon im Kindesalter führten seine bergbegeisterten Eltern Schell an das Bergsteigen heran. Im Alter von 20 Jahren bestieg er über den Biancograt den Piz Bernina, seinen ersten Viertausender. In den folgenden Jahren folgten viele weitere Besteigungen in den Alpen, aber immer mit dem einen Ziel vor Augen, eines Tages in den Karakorum oder in den Himalaya zu fahren. 1964 war es dann so weit, zum ersten Mal besuchte Schell den Karakorum. Dort gelangen ihm im Laufe dieser und folgender Expeditionen einige Erstbesteigungen:
- Momhil Sar (7414 m), 29. Juni 1964[6]
- Akher Chioh (7020 m), 10. August 1966[7]
- Diran (7266 m), 17. August 1968[8]
- Malubiting (7458 m)[5], 23. August 1971
- Urdok I (7250 m), 4. August 1975[9]

Des Weiteren versuchte er sich dreizehnmal an elf verschiedenen Achttausendern. Gipfelerfolg hatte er am

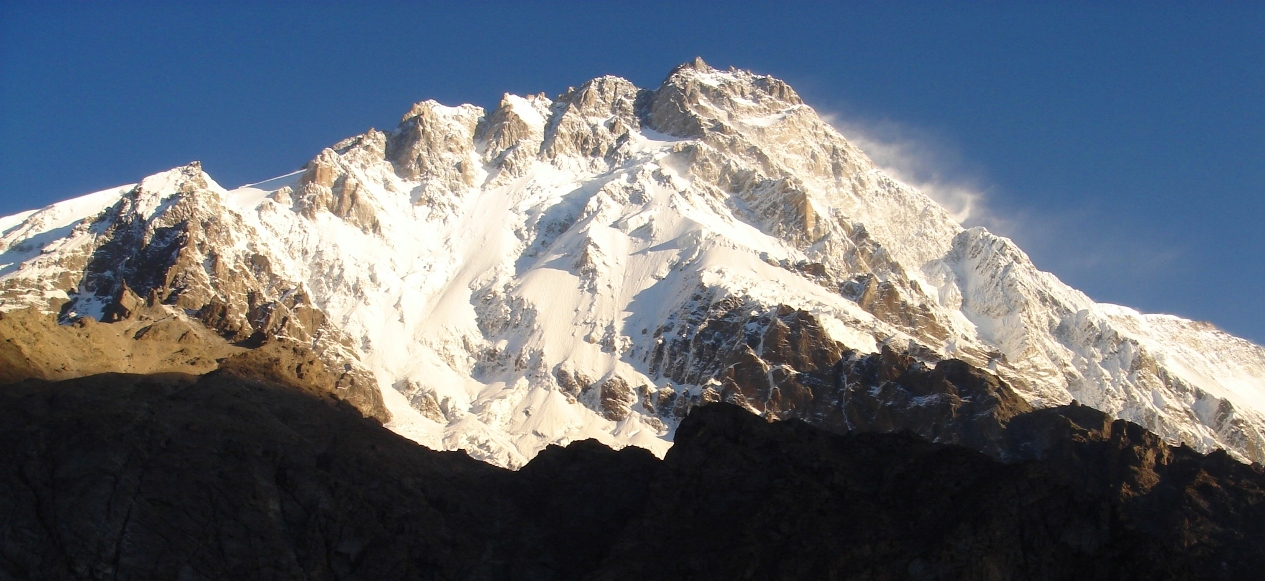
Nanga Parbat: Rupal-Flanke von Südwesten

- Gasherbrum I am 11. August 1975. Schell bestieg den Berg zusammen mit Robert Schauer und Herbert Zefferer über die Route der Erstbegeher: über den IHE-Sporn und den Südostgrat.[10]
- Nanga Parbat am 11. August 1976. Schell erreichte den Gipfel zusammen mit Siegfried Gimpel, Robert Schauer, Hilmar Sturm über eine neue Route (Schell-Route) am SSW-Grat am westlichen (linken) Rand der Rupalwand.[10] Reinhold Messner kommentierte Schells Route wie folgt: „Die neue Route am Nanga Parbat ist Schells Meisterstück. Er hat im Karakorum, in Alaska und im Himalaja große Erfolge verbucht, am >Nanga Parbat< hat er mit einer grandiosen Mannschaft in einem modernen Stil eine Linie gewagt und eine Strategie vorgetragen, die allen Respekt verdient.“[11]
- Gasherbrum II am 4. August 1979. Schell erreichte den Gipfel zusammen mit Kurt Diemberger, Fayyaz Hussain (Pakistan, Begleitoffizier der Expedition), Walter Lösch und zwei Bergsteigern einer Expedition der Alpine Gilde D'Schermbergler[12] über die Route der Erstbegeher: Südwestgrat, Fuß der Südwestwand und Ostgrat.[10]
- Shisha Pangma am 19. Mai 1985. Schell erreichte den Gipfel zusammen mit L. Karner und Thomas Schilcher über die Route der Erstbegeher: über Sisha-Pangma-Gletscher, das Ost-Cwm, den Nordgrat und die Nordostwand-Traverse.[10]

Aber auch andere Kontinente wurden von Schell bereist und ihre Berge bestiegen. In Südamerika gelang ihm der Aconcagua (6961 m), in Nordamerika der Mount McKinley (6190 m) und der Mount Logan (5959 m).

## Leistung als Sammler
Hanns Schell sammelt seit einer Reise 1965 durch den Iran und Pakistan Schlüssel, Schlösser, Kassetten und Eisenkunstguss. Initial für diese Sammelleidenschaft, die zur weltgrößten Spezialsammlung führte, war der Erwerb kleiner Vorhängeschlösser auf den Bazaren von Teheran und Isfahan. Um die umfangreiche Sammlung der Öffentlichkeit zugänglich zu machen, gründete Hanns Schell das Museum Hanns Schell Collection in Graz, das er heute noch leitet. Das Museum präsentiert auf 2500 m² mehr als 13.000 Exponate. Das quaderförmige Gebäude mit gerundeter Dachkontur und der Adresse Wiener Straße 10 im Bezirk Lend beherbergt das Schloss- und Schlüsselmuseum der (heute kurz:) Schell Collection in zwei Obergeschoßen und im Erdgeschoß einen Lebensmittelmarkt. Es steht etwa 30 m östlich der Wiener Straße und wird ab 2020 weitgehend von neuen Wohnbauten umbaut.